# Wilkie, Saskatchewan
Wilkie är en ort i Kanada.   Den ligger i provinsen Saskatchewan, i den centrala delen av landet, 2 500 km väster om huvudstaden Ottawa. Wilkie ligger 662 meter över havet och antalet invånare är 1 198. Den ligger vid sjön Highbank Lake.
Terrängen runt Wilkie är platt. Trakten runt Wilkie är nära nog obefolkad, med mindre än två invånare per kvadratkilometer.. Det finns inga andra samhällen i närheten.
Trakten runt Wilkie består till största delen av jordbruksmark.